# Sommergewinn

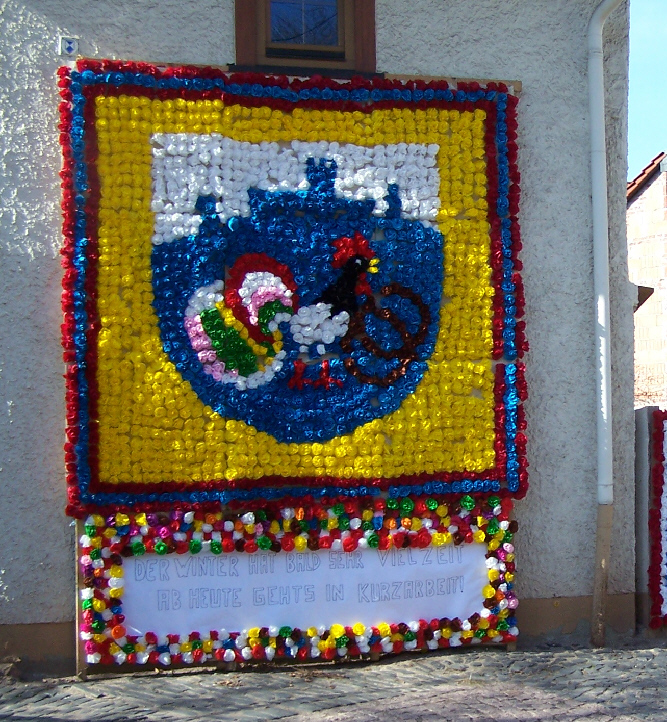
Aus Papierblüten gestaltete Tafel

Der Sommergewinn in Eisenach gilt als eines der größten Frühlingsfeste in Deutschland. Es wird am Wochenende vor dem Sonntag Laetare gefeiert. Die Deutsche UNESCO-Kommission hat den Sommergewinn im Dezember 2016 in das Bundesweite Verzeichnis des immateriellen Kulturerbes aufgenommen.

## Historischer Ursprung
Bereits in vorchristlicher Zeit kannte man den Brauch des Winteraustreibens und Sommereinholens, welcher seit dem Mittelalter unter dem Begriff Todaustragen geläufig ist. Der Brauch soll auf das heidnische Neujahrsfest zurückgehen, wie es vorwiegend in slawischen Ländern begangen wurde. Zu dieser Zeit kannte man nur die Jahreszeiten Sommer und Winter, weshalb dieser Brauch nach heutiger Jahreszeitenteilung zum Frühlingsanfang begangen wird.
Bereits im frühen Mittelalter rollte man Räder, an denen eine brennende Strohpuppe befestigt war, von den Berghängen des Metilstein über die noch unbestellten Felder ins Tal hinab. Junge Männer versuchten, etwas von dem Feuer zu fangen, um es als Herdfeuer zu verwenden. Der Legende nach sollten so die bösen Geister durch den Schornstein verjagt werden. Danach wurde auf dem Eisenacher Festplatz eine mit bunten Bändern geschmückte Tanne aufgestellt.

## Geschichte

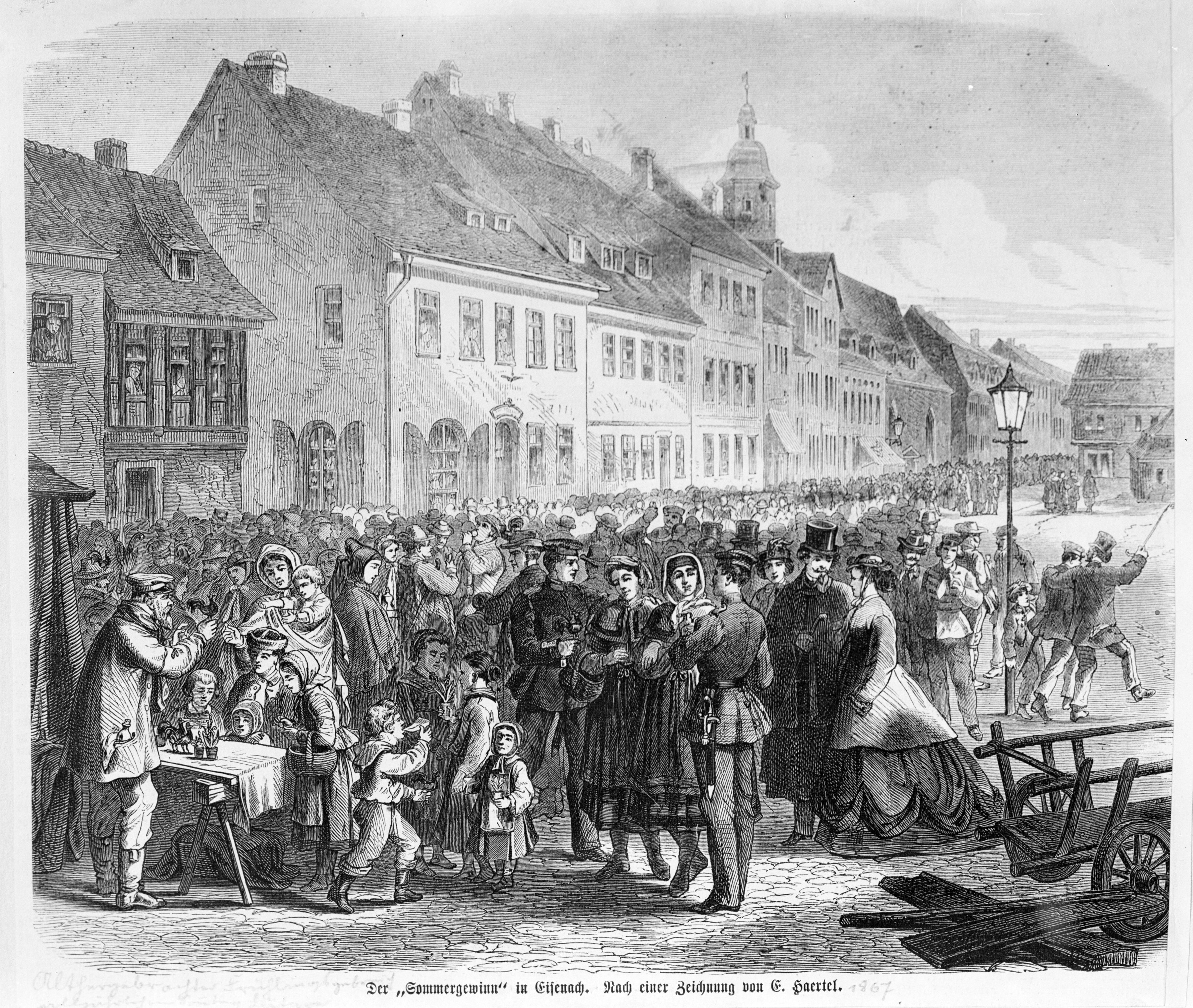
Zeitgenössisches Ansicht des Festplatzes in der Weststadt um 1865

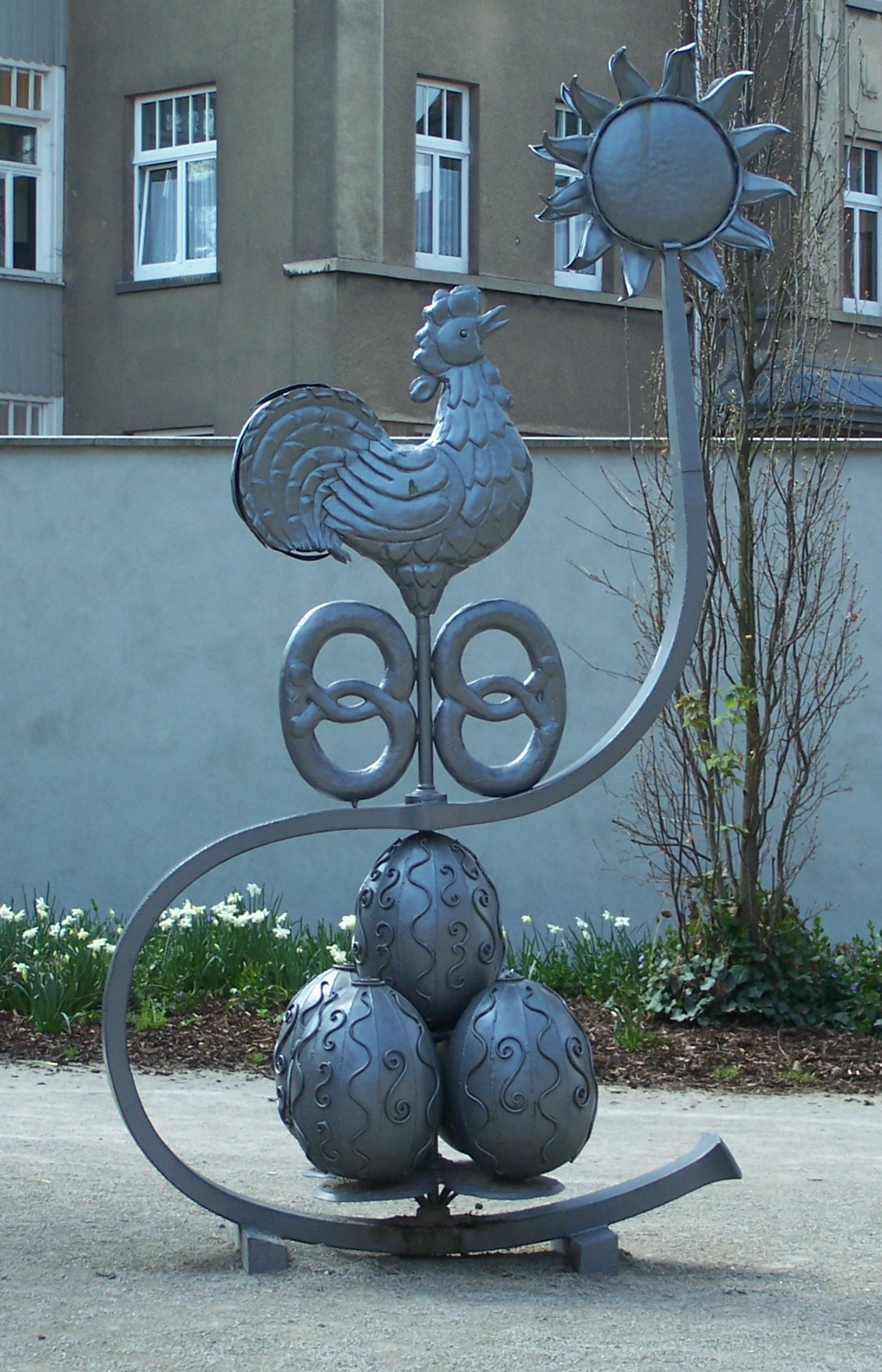
Das Sommergewinns-Denkmal mit Hahn, Brezel und Ei

Der Brauch wurde erstmals Ende des 13. Jahrhunderts erwähnt und soll seit dem 15. Jahrhundert regelmäßig durchgeführt worden sein. Seine erste schriftliche Erwähnung als Sommergewinn fand das Fest um 1704 in der von Johann Michael Koch, damals Rektor des Eisenacher Gymnasiums, begonnenen, aber nicht vollendeten Stadtchronik.
Die im Westen Eisenachs gelegene Georgenvorstadt rund um den Ehrensteig gilt als Wiege des heutigen Brauchtums; viele der Gedichte und Theaterstücke sind daher in der Stiegker Mundart verfasst. Nach mehrjähriger Vorbereitungszeit wurde der erste Sommergewinnsumzug am 25. April 1897 vom Weststädtischen Bezirksverein Eisenach veranstaltet. Schauplatz des Umzuges und des Volksfestes war die Katharinenstraße westlich des Zentrums der Stadt. Von da an wurde das Fest regelmäßig jedes Jahr am Wochenende um Laetare gefeiert, bis die Veranstaltung wegen des Ersten Weltkriegs fast ein Jahrzehnt nicht stattfand.
In den 1920er Jahren wurden die in den Wochen vor Laetare gefeierten, aus der Tradition des Kommers hervorgegangenen Kommerschabende, gesellige Abende bei Musik und Tanz, die zumeist im Volkshaus Stern abgehalten wurden, zum festen Bestandteil des Sommergewinns. Anlässlich dieser Veranstaltungen wurden eine Reihe von volkstümlichen Theaterstücken aufgeführt, so u. a. „Sommers Wettstreit mit dem Winter“ von der Eisenacher Pädagogin Auguste Möder (1830–1897). Die am 8. März 1931 uraufgeführte Komödie „Miele“ von Fritz Reinhardt gilt als Geburtsstunde der Sommergewinns-Figuren Henner und Frieder, gespielt von den Eisenacher Volksschauspielern Albert Fehr (1898–1979) und Kurt Hesse (1898–1975).
Nachdem die Nationalsozialisten versucht hatten, das Fest zu ideologisieren, fand es während und nach dem Zweiten Weltkrieg nicht statt. Erst 1950 wurde der Sommergewinn wieder gefeiert. Bis 1953 drehten sich die Festumzüge thematisch um die Figuren des Sommergewinns, ab 1954 standen auch geschichtliche und kulturelle Ereignisse der Stadtgeschichte Eisenachs auf dem Programm. Ab 1967 verlagerte sich das Fest auf den Marktplatz, der seitdem Kulisse des Streitgesprächs zwischen Frau Sunna und Herrn Winter ist. Seit 1974 steht der Festumzug unter einem jeweils aktuellen Motto.
1985 wurde das von Günther Laufer geschaffene Sommergewinns-Denkmal eingeweiht. Es zeigt die traditionellen Symbole Hahn, Ei und Brezel und steht vor dem Eingang der Stadtbibliothek. 1990 wurde der Sommergewinn abgesagt, nachdem es zwischen den Organisatoren und der SED-Kreisleitung Unstimmigkeiten gegeben hatte, die mit dem Rücktritt des Sommergewinns-Vorstandes endeten.
Im Jahre 1992 wurde der Verein Sommergewinnszunft Eisenach e. V. gegründet, der seitdem für die Organisation des Festes verantwortlich zeichnet. 2010 wurde das historische Feuerradrollen wieder in das Festprogramm aufgenommen. 2020 und 2021 wurde das Fest wegen der COVID-19-Pandemie abgesagt.

## Symbolik

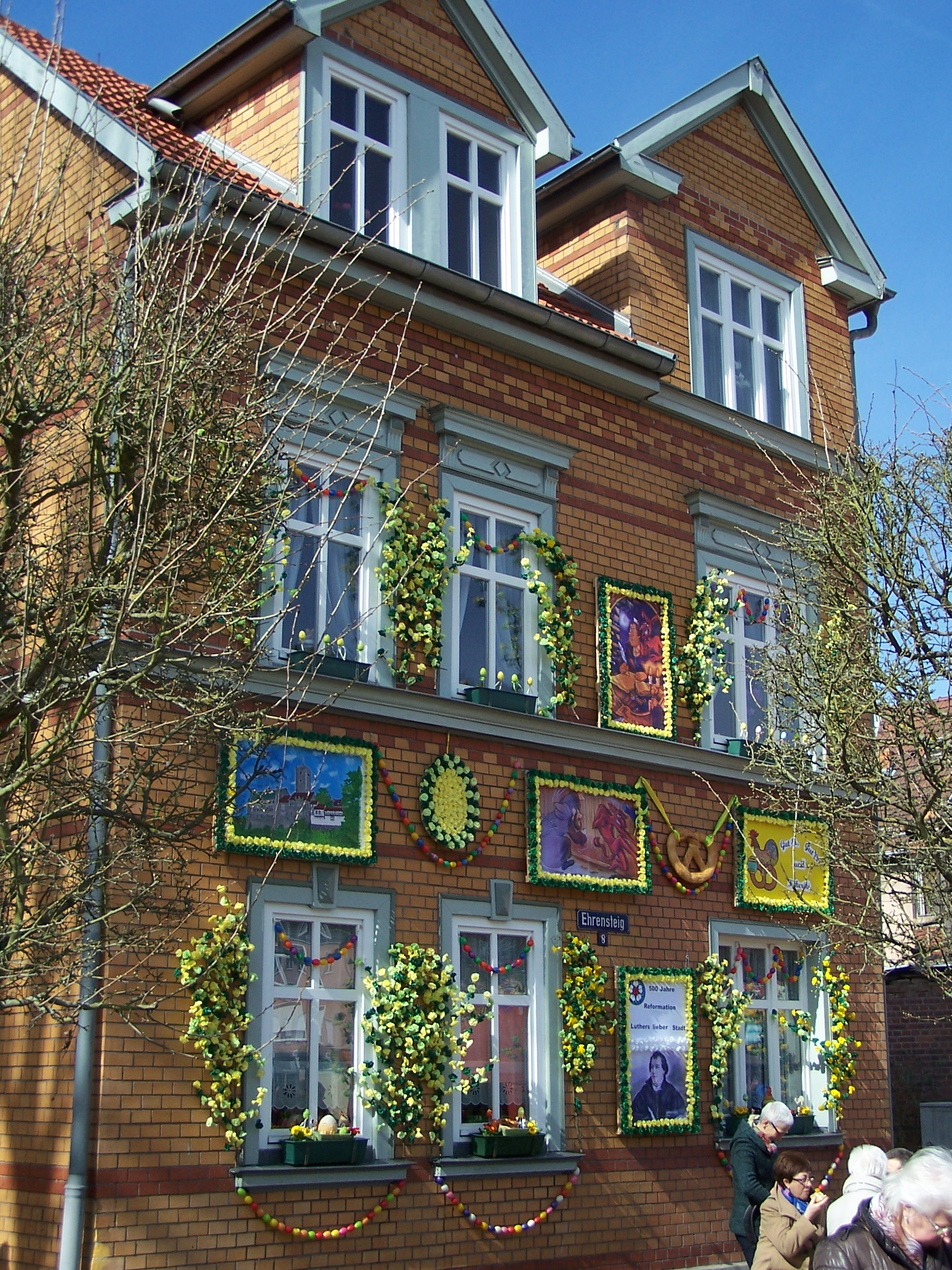
Häuserschmuck

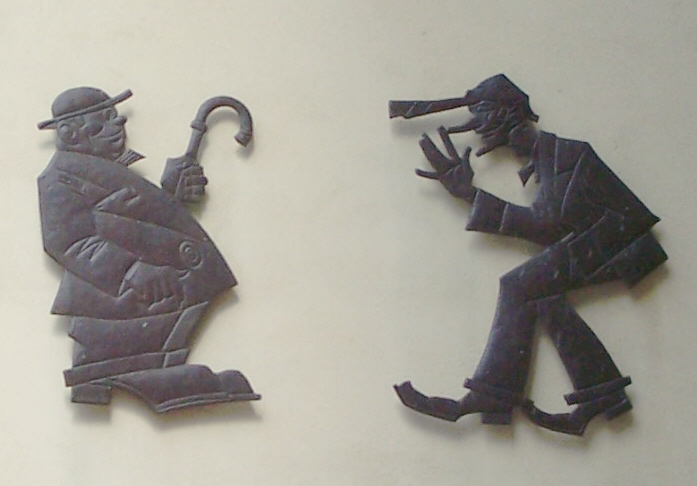
Henner und Frieder

### Häuserschmuck
Ursprünglich war die Georgenvorstadt mit grünen Tannenzweigen geschmückt, die mit bunten Bändern dekoriert waren. In den 1950er Jahren wurden die Häuser am Ehrensteig, an der Frankfurter Straße sowie der Katharinenstraße erstmals mit von Hand geformten Blumen aus Krepppapier geschmückt. Dieser Brauch ist seit den 1990er Jahren auch in anderen Straßen Eisenachs zu beobachten.

### Frau Sunna und Herr Winter
Der vergehende Winter wird durch Herrn Winter symbolisiert, der seinen Ursprung in der Vorstellung eines „Eiskönigs“ hat. Seine Gegenspielerin ist die Sonnengöttin, Frau Sunna genannt. Beide liefern sich am Ende des Festumzugs ein Streitgespräch, das stets Frau Sunna gewinnt. Als Symbol des weichenden Winters wird nach dem Streitgespräch eine Strohpuppe verbrannt.

### Hahn, Ei und Brezel
Zu den Symbolen des Sommergewinns gehören der Hahn als Verkünder des Lichtes und des Tagesbeginns, ein mit Binsen verziertes Ei als Symbol der Fruchtbarkeit und die Brezel als Symbol der Unendlichkeit im Wechsel der Jahreszeiten. Die Binseneier wurden erstmals 1823 erwähnt. Im Zusammenhang mit dieser Tradition entstand der Ruf der Sommergewinnszunft „Gut Ei und Kikeriki“.

### Feuerrad
Ein weiteres Symbol sind die Feuerräder; ein ähnlicher Brauch besteht noch heute im „Osterräderlauf“ von Lügde.

### Originale
Der Sommergewinn hat eine Reihe von Originalen hervorgebracht. Die ältesten sind Henner und Frieder, denn schon Ende des 19. Jahrhunderts waren die „Henner-und-Frieder-Witze“ in der Stadt verbreitet. Der Eisenacher Karikaturist Paul Hempe gab den Figuren 1928 erstmals ein Gesicht, 1931 erwachten sie im Volksstück „Miele“ zum Leben.
In der Folge kamen Mäxer (1964), Tante Frieda (1971) und Mäxens Sohn Mike (1974) hinzu. Tante Frieda erhielt 1989 mit Minchen eine Freundin, 2002 schließlich kamen mit Schorsch und Hermine zwei Kinder von Tante Frieda hinzu.